# Bèssè
Bèssè est l'un des huit arrondissements de la commune de Savè dans le département des Collines au centre du Bénin.

## Géographie
L'arrondissement de Bèssè est situé au centre du Bénin et compte 3 villages. Il s'agit de : 
- Djabata
- Igbodja
- Okpa.

## Démographie
Selon le recensement de la population de 2013 conduit par l'Institut national de la statistique et de l'analyse économique (INSAE), Bèssè compte 7322 habitants.